# Liten ekpraktbagge
Liten ekpraktbagge (Agrilus angustulus) är en skalbaggsart som först beskrevs av Johann Karl Wilhelm Illiger 1803.  Liten ekpraktbagge ingår i släktet Agrilus, och familjen praktbaggar. Arten är reproducerande i Sverige.

## Bildgalleri

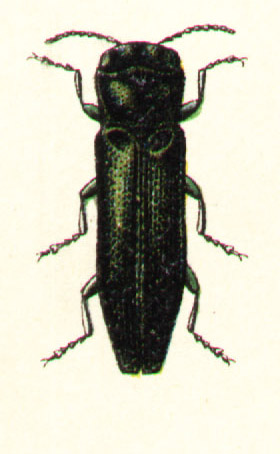
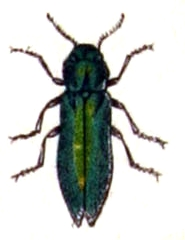